# Shim (maskinteknik)
Ett shims (plural shims) eller underläggsplatta är en tunn mellanläggsplatta av metall. Den är en distansbricka som vanligtvis används för att justera inbördes läge mellan två delar, exempelvis för att justera höjden vid uppriktning av kopplingar mellan motorer, växlar med mera. De används också för att minska det axiella glappet, dvs utjämna ett axiellt spel.